# Kanhirode
Kanhirode es una ciudad censal situada en el distrito de Kannur en el estado de Kerala (India). Su población es de 15353 habitantes (2011). Se encuentra a 13 km de Kannur y a 89 km de Kozhikode.

## Demografía
Según el censo de 2011 la población de Kanhirode era de 15353 habitantes, de los cuales 7099 eran hombres y 8254 eran mujeres. Kanhirode tiene una tasa media de alfabetización del 95,89%, superior a la media estatal del 94%: la alfabetización masculina es del 98,19%, y la alfabetización femenina del 93,98%.